# Élections législatives centrafricaines de 1959
Les élections législatives centrafricaines de 1959  ont lieu le 5 et 29 avril 1959 afin de pourvoir les 50 membres de l'Assemblée nationale de la République centrafricaine, alors État membre de la Communauté française. Il s'agit des dernières législatives organisées sous la tutelle française avant l'indépendance du pays le 13 aout de l'année suivante, ainsi que les dernières à avoir lieu sous le multipartisme jusqu'en 1992, la Centrafrique devenant dès l'indépendance un régime à parti unique,.
Le scrutin est largement remporté par le Mouvement d'évolution sociale de l'Afrique noire, qui élit David Dacko à la présidence le 14 aout 1960.

## Contexte
Huit jours avant le scrutin, le 29 mars 1959, le président du conseil Barthélemy Boganda meurt lors d'un accident d'avion. Le vide laissé par Boganda mène à une lutte pour le pouvoir entre ses deux plus proches collaborateurs, Abel Goumba et David Dacko. Ce dernier l'emporte et obtient la présidence du MESAN, avant de réprimer Goumba et son parti dissident, le Mouvement d’Évolution Démocratique de l'Afrique Centrale (MEDAC).

## Système électoral
Les 50 députés sont élus au scrutin majoritaire à un tour dans quatre circonscriptions plurinominales.

## Résultats
Deux sièges restent vacants à la suite des décès des candidats du MESUAN, dont l'un était présent dans l'avion de Boganda. L'élection d'un autre député est par ailleurs déclarée invalide par le Conseil Constitutionnel, donnant lieu à une élection partielle organisée le 25 septembre 1960. Les trois sièges sont remportés par des candidats du MESAN,.
|                           |                                                  |         |       |         |               |  |  |  |  |
| Parti                     | Parti                                            | Votes   | %     | Sièges  | +/–           |  |  |  |  |
|                           | Mouvement d'évolution sociale de l'Afrique noire | 344 473 | 97,62 | 48 (50) | en stagnation |  |  |  |  |
|                           | Mouvement socialiste africain (MSA)              | 6 144   | 1,74  | 0       | Nv            |  |  |  |  |
|                           | Rassemblement Démocratique Africain (RDA)        | 2 249   | 0,64  | 0       | Nv            |  |  |  |  |
|                           |                                                  |         |       |         |               |  |  |  |  |
| Suffrages exprimés        | Suffrages exprimés                               | 352 866 | 98,55 |         |               |  |  |  |  |
| Votes blancs et invalides | Votes blancs et invalides                        | 5 189   | 1,45  |         |               |  |  |  |  |
| Total                     | Total                                            | 358 055 | 100   | 50      | en stagnation |  |  |  |  |
| Abstentions               | Abstentions                                      | 273 336 | 43,29 |         |               |  |  |  |  |
| Inscrits / participation  | Inscrits / participation                         | 631 391 | 56,71 |         |               |  |  |  |  |